# ジェイミス・ウィンストン
ジェイミス・ラナエド・ウィンストン（Jameis Lanaed Winston、1994年1月6日- ）は、アメリカ合衆国アラバマ州ベッセマー出身のプロアメリカンフットボール選手。ポジションはクォーターバック（QB）。NFLのニューヨーク・ジャイアンツに所属している。

## 経歴

### プロ入り前
アラバマ州のヒューイタウン高校では、アメリカンフットボールと野球の両方で活躍し、Rivals.comでは「全米で最高のデュアルスレットクォーターバック」として紹介された。
高校卒業後、MLBドラフト15巡目でテキサス・レンジャーズから指名されたが拒否し、フロリダ州立大学に進学。1年間をレッドシャツとして過ごした後、2014年に史上最年少でハイズマン賞を受賞し、チームをBCSチャンピオンシップ制覇に導いた。大学時代も引き続きアメリカンフットボールと野球をプレーし、野球では投手兼外野手の右投両打選手として活躍した。

### タンパベイ・バッカニアーズ
2015年のNFLドラフトで全体1位でタンパベイ・バッカニアーズに指名された。2015年5月1日にウィンストンはバッカニアーズと4年2335万ドルの契約を結んだ。ウィンストンが野球でも活躍を見せていたことなどから、この契約ではアメリカンフットボール以外のスポーツを禁ずる項目も入っている。
2015年シーズンの開幕戦で、同じくドラフト1巡指名のQBマーカス・マリオタ率いるテネシー・タイタンズと対戦。最初に投げたパスが相手CBにインターセプトされ、そのままタッチダウンされた。ルーキーQBのプロ最初のパスがインターセプトリターンタッチダウンされるのは、1991年のブレット・ファーブ以来のことであった。
2015年シーズンは、4,402パス獲得ヤード、22TD、15INTの成績に終わった。
2019年は、NFL史上初の連続450パスヤードやNFL史上8人目となるシーズン5,000ヤード試投を達成した。また、史上初の30タッチダウン＆30インターセプトも記録した。そのため、パスタッチダウンのリーグ1位だけでなく、インターセプトとターンオーバーもリーグ1位という記録となった。
2020年2月28日、断裂した半月板を修復する手術を受けたことが明らかになった。また、レーシック手術を受けたこともわかった。 さらに、2019年シーズンを通して膝の怪我と親指の骨折に対処していたことが、彼のパフォーマンスを妨げていた。バッカニアーズにトム・ブレイディが移籍してきたこともあり、ウィンストンはバッカニアーズと再契約を結ばなかった。

### ニューオーリンズ・セインツ
2020年4月28日、バッカニアーズと同じNFC南地区のニューオーリンズ・セインツと1年契約を結んだ。セインツでは、ドリュー・ブリーズ、テイサム・ヒルに続く三番手QBとなったが、プレーオフでの古巣タンパベイ・バッカニアーズ戦では、56ヤードのパスタッチダウンを決めた。
2021年シーズンはそれまでセインツの正QBであったブリーズの引退に伴い先発QBに指名された。しかし第8週のバッカニアーズ戦にてACL断裂の怪我を負いシーズンエンドとなった。このシーズンはパス161回中95回を成功させ、1,170ヤード、タッチダウン14回、インターセプト3回という成績であった。
2022年シーズン開幕前に2年契約を結びチームに残留した。

### クリーブランド・ブラウンズ
2024年シーズン開幕前に、クリーブランド・ブラウンズと1年契約を結んだ。第7週にQB1のデショーン・ワトソンがアキレス腱を負傷したために第8週から先発し、チームは残り10試合で2勝した。

### ニューヨーク・ジャイアンツ
2025年3月31日、ニューヨーク・ジャイアンツと契約した。

## 詳細情報

### 年度別成績

#### レギュラーシーズン
| 年度      | チーム    | 背 番 号  | 試合 | 試合 | パス      | パス      | パス      | パス        | パス             | パス | パス | パス   | パス          | パス          | ラン      | ラン        | ラン             | ラン | ファンブル    | ファンブル |
| 年度      | チーム    | 背 番 号  | 出場 | 先発 | 成功 回数 | 試投 回数 | 成功 確率 | 獲得 ヤード | 平均 獲得 ヤード | TD   | Int  | サック | サック ヤード | レイテ ィング | 試行 回数 | 獲得 ヤード | 平均 獲得 ヤード | TD   | ファン ブル数 | ロスト     |
| --------- | --------- | --------- | ---- | ---- | --------- | --------- | --------- | ----------- | ---------------- | ---- | ---- | ------ | ------------- | ------------- | --------- | ----------- | ---------------- | ---- | ------------- | ---------- |
| 2015      | TB        | 3         | 16   | 16   | 312       | 535       | 58.3      | 4,042       | 7.6              | 22   | 15   | 27     | 190           | 84.2          | 54        | 213         | 3.9              | 6    | 6             | 2          |
| 2016      | TB        | 3         | 16   | 16   | 345       | 567       | 60.8      | 4,090       | 7.2              | 28   | 18   | 35     | 239           | 86.1          | 53        | 165         | 3.1              | 1    | 10            | 6          |
| 2017      | TB        | 3         | 13   | 13   | 282       | 442       | 63.8      | 3,504       | 7.9              | 19   | 11   | 33     | 207           | 92.2          | 33        | 135         | 4.1              | 1    | 15            | 7          |
| 2018      | TB        | 3         | 11   | 9    | 244       | 378       | 64.6      | 2,992       | 7.9              | 19   | 14   | 27     | 157           | 90.2          | 49        | 281         | 5.7              | 1    | 7             | 3          |
| 2019      | TB        | 3         | 16   | 16   | 380       | 626       | 60.7      | 5,109       | 8.2              | 33   | 30   | 47     | 282           | 84.3          | 59        | 250         | 4.2              | 1    | 12            | 5          |
| 2020      | NO        | 2         | 4    | 0    | 7         | 11        | 63.6      | 75          | 6.8              | 0    | 0    | 2      | 11            | 83.5          | 8         | -6          | -0.8             | 0    | 0             | 0          |
| 2021      | NO        | 2         | 7    | 7    | 95        | 161       | 59.0      | 1,170       | 7.3              | 14   | 3    | 11     | 69            | 102.8         | 32        | 166         | 5.2              | 1    | 2             | 1          |
| 2022      | NO        | 2         | 3    | 3    | 73        | 115       | 63.5      | 858         | 7.5              | 4    | 5    | 11     | 74            | 79.5          | 5         | 16          | 3.2              | 0    | 3             | 0          |
| 2023      | NO        | 2         | 7    | 0    | 25        | 47        | 53.2      | 264         | 5.6              | 2    | 3    | 2      | 13            | 57.4          | 5         | -6          | -1.2             | 0    | 0             | 0          |
| 2024      | CLE       | 5         | 12   | 7    | 181       | 296       | 61.1      | 2,121       | 7.2              | 13   | 12   | 24     | 130           | 80.6          | 25        | 83          | 3.3              | 1    | 5             | 2          |
| NFL：10年 | NFL：10年 | NFL：10年 | 105  | 87   | 1,944     | 3,178     | 61.2      | 24,225      | 7.6              | 154  | 111  | 219    | 1,372         | 86.4          | 323       | 1,297       | 4.0              | 12   | 60            | 26         |

- 2024年度シーズン終了時
- 太字は自身最高記録
- ■は各年度のリーグ最高記録

#### ポストシーズン
| 年度 | チーム | 試合 | 試合 | パス      | パス      | パス      | パス        | パス             | パス | パス | パス   | パス          | パス          | ラン      | ラン        | ラン             | ラン | ファンブル    | ファンブル |
| 年度 | チーム | 出場 | 先発 | 成功 回数 | 試投 回数 | 成功 確率 | 獲得 ヤード | 平均 獲得 ヤード | TD   | Int  | サック | サック ヤード | レイテ ィング | 試行 回数 | 獲得 ヤード | 平均 獲得 ヤード | TD   | ファン ブル数 | ロスト     |
| ---- | ------ | ---- | ---- | --------- | --------- | --------- | ----------- | ---------------- | ---- | ---- | ------ | ------------- | ------------- | --------- | ----------- | ---------------- | ---- | ------------- | ---------- |
| 2020 | NO     | 1    | 0    | 1         | 1         | 100.0     | 56          | 56.0             | 1    | 0    | 0      | 0             | 158.3         | 0         | 0           | 0.0              | 0    | -             | -          |
| 計   | 計     | 1    | 0    | 1         | 1         | 100.0     | 56          | 56.0             | 1    | 0    | 0      | 0             | 158.3         | 0         | 0           | 0.0              | 0    | -             | -          |

- 2024年度シーズン終了時